# 2022年10月沧州市2019冠状病毒病聚集性疫情
2022年10月沧州市2019冠状病毒病聚集性疫情是指自2022年10月27日起，在中华人民共和国河北省沧州市爆发的2019冠状病毒病本土聚集性疫情。10月27日，沧州市新增2例无症状感染者，均与天津市协查病例相关，同日，官方将沧州市高新区明珠商贸城划定为高风险区，随后几日，北京、天津、辽宁大连、河北廊坊等多地均报告了与明珠商贸城相关的感染者。

## 背景
本轮疫情的重点区域——沧州明珠商贸城，又称沧州东塑明珠商贸城，是北京疏解非首都功能的承接地之一，也是服装产业的重要集散地。该商贸城于2014年就已经开业，很长时间以来商户众多 、人员流动性大。

## 统计
沧州市累计报告感染者
- 沧州市累计报告的所有感染者中，仅11月8日包含1例确诊病例[11]，其余均为无症状感染者[12][13][14][15][16][17][18][19][20][21][22][23][24]。

## 应对
核酸检测方面，10月27日起，沧州市开展连续3天的居家核酸检测，其中运河区、新华区、开发区、高新区、沧县每日进行两次核酸检测。风险区划分方面，10月27日起，官方将沧州市高新区明珠商贸城划定为高风险区，采取“足不出户、上门服务”等管控措施，将沧州市沧县大官厅乡陈圩村划定为中风险区，采取“人不出区、错峰取物”等管控措施，其后，又有多个地区被划定为中高风险区。

## 外溢

### 北京市
10月27日至29日，丰台区、昌平区、密云区、大兴区相继报告多例与沧州明珠商贸城有关的感染者。

### 河北省
10月28日起，霸州市、衡水市、廊坊市安次区、张家口市、保定市莲池区、廊坊市大城县相继报告与沧州明珠商贸城有关的阳性感染者。

### 辽宁省
10月29日，大连市发现1例由沧州明珠商贸城来连人员核酸检测结果异常。

### 天津市
环球网报道称，截至10月30日，一名曾前往沧州明珠商贸城人员，返回津南区后已造成19人感染。

## 相关事件
- 10月28日，天津市滨海新区新增1例新冠肺炎阳性感染者姜某某，她于10月23日至25日曾到访河北省沧州市明珠商贸城，在明知自己有疫情中高风险地区旅居史的情况下，仍出入饭店、商场、市场等人员密集场所，造成疫情传播风险，被公安机关立案[36]。
- 沧州疫情发生后，河北省唐山市[37]、秦皇岛市[38]等地政府均开始排查到访过沧州市明珠商贸城的人员及相关接触者。